# Myriam Barbera
Pour les articles homonymes, voir Barbera (homonymie).
Myriam Barbera, née le 5 novembre 1939 à Béziers, est une femme politique française, membre du PCF.

## Biographie
Elle contribue à la revue Regards. Elle est membre du comité central du PCF.
En mars 2010, avec Bernard Deschamps, Henri Costa, Marie-Thérèse Goutmann, Roland Leroy et l'historien Claude Mazauric, elle s'insurge de la présence de Jean-Paul Boré, Josiane Collerais, Henry Garino et Jean-Claude Gayssot sur la liste de Georges Frêche aux élections régionales.